# Roquebrune-Cap-Martin
Roquebrune-Cap-Martin (Roccabruna-Capo Martino trong tiếng Ý) là một xã ở tỉnh Alpes-Maritimes, vùng Provence-Alpes-Côte d’Azur ở đông nam nước Pháp. Xã này nằm giữa Monaco và Menton.